# Nathaniel Richards
Ne doit pas être confondu avec le dramaturge et poète anglais Nathanael Richards
Nathaniel Richards est un personnage de fiction évoluant dans l'univers Marvel de la maison d'édition Marvel Comics. 
Créé par John Byrne, le personnage apparaît pour la première fois dans le comic book Fantastic Four (vol. 1) #272 en novembre 1984.
Nathaniel Richards est le père du super-héros Red Richards, le leader de l'équipe des Quatre Fantastiques. Bien qu'apparu tardivement (1984), sa descendance en fait un des personnages essentiels de l'univers des Quatre Fantastiques.

## Biographie du personnage
Brillant scientifique, Nathaniel Richards rencontre dans sa jeunesse des personnages aussi divers qu'Howard Stark (le père de Tony Stark, alias Iron Man) ou Uatu. Son épouse Evelyn étant décédée précocement, il élève seul son fils Red Richards. Il repère très vite les exceptionnelles qualités intellectuelles de son fils et le pousse à poursuivre ses études.
Trois ans avant le vol spatial qui donnera leur pouvoir aux Quatre Fantastiques, il construit une machine temporelle et quitte la Terre. Bien qu'il n'a jamais été déclaré officiellement mort, il a pris soin de léguer son argent à son fils pour qu'il termine sa fusée.
Au lieu de se retrouver dans le futur, il échoue dans un monde parallèle : l'Autre Terre. Là, il épouse la guerrière Cassandra (Warlord) qui lui donne deux enfants. Un jour, les Quatre Fantastiques découvrent la machine temporelle et le rejoignent sur Autre Terre. Quand ils arrivent, ils s'aperçoivent que Cassandra, devenue Warlord, a revêtu l'armure et pris l'apparence de Nathaniel Richards. Elle meurt dans le combat mais Nathaniel préfère rester sur Autre Terre. Un de ses descendants deviendra Kang le Conquérant.
Au cours d'un autre voyage, il atterrit en Latvérie. Là, d'une liaison avec une bohémienne, serait né un fils, Kristoff Vernard. Toutefois, les Quatre Fantastiques ont toujours douté de cette filiation.
Lorsque son petit-fils, Franklin Richards commence à manifester ses pouvoirs mutants, il le kidnappe et l'envoie dans la dimension de l'Autre Temps afin d'être élevé par le seigneur Kargul. Franklin deviendra Psi-Lord et son grand-père lui léguera son armure.
Après la capture de Docteur Fatalis par Hyperstorm, il monte sur le trône de Latvérie. Avec l'aide de la Femme invisible, il ressuscite Kristoff pour lui offrir le trône. Pendant la disparition des Fantastiques à l'issue de la bataille contre Onslaught, il expédie leurs inventions dans la Zone négative afin que le gouvernement ne puisse s'en emparer.
Les relations de Nathaniel avec les Fantastiques sont assez ambiguës, puisqu'il peut aussi bien les trahir pour assouvir ses ambitions que les aider afin de préserver leur avenir.

## Sources
Encyclopédie Marvel, Fantastic Four de A à Z, Marvel France/Panini France S.A., 2005